# Zajtan
Zajtan (arab. زيتان) – miejscowość w Syrii, w muhafazie Aleppo. W 2004 roku liczyła 2705 mieszkańców.